# Katarzyna Piguła
Katarzyna Piguła, po mężu Radoch (ur. 2 marca 1978) – polska szablistka, indywidualna mistrzyni Polski (2000). Jest córką szablisty Tadeusza Piguły.

## Kariera sportowa
Była zawodniczką Konińskiego Klubu Szermierczego, w dzieciństwie trenowała także floret i szpadę. Jej największym sukcesem w karierze było indywidualne mistrzostwo Polski w 2000 roku oraz pięć tytułów drużynowej mistrzyni Polski z rzędu (1999-2003). Ponadto w 1999 roku zdobyła na mistrzostwach Polski brązowy medal w turnieju indywidualnym.
W 2000 roku reprezentowała Polskę na mistrzostwach świata, zajmując 8. miejsce w turnieju drużynowym i 48. miejsce w turnieju indywidualnym.